# الحملة العسكرية العراقية على راوندوز

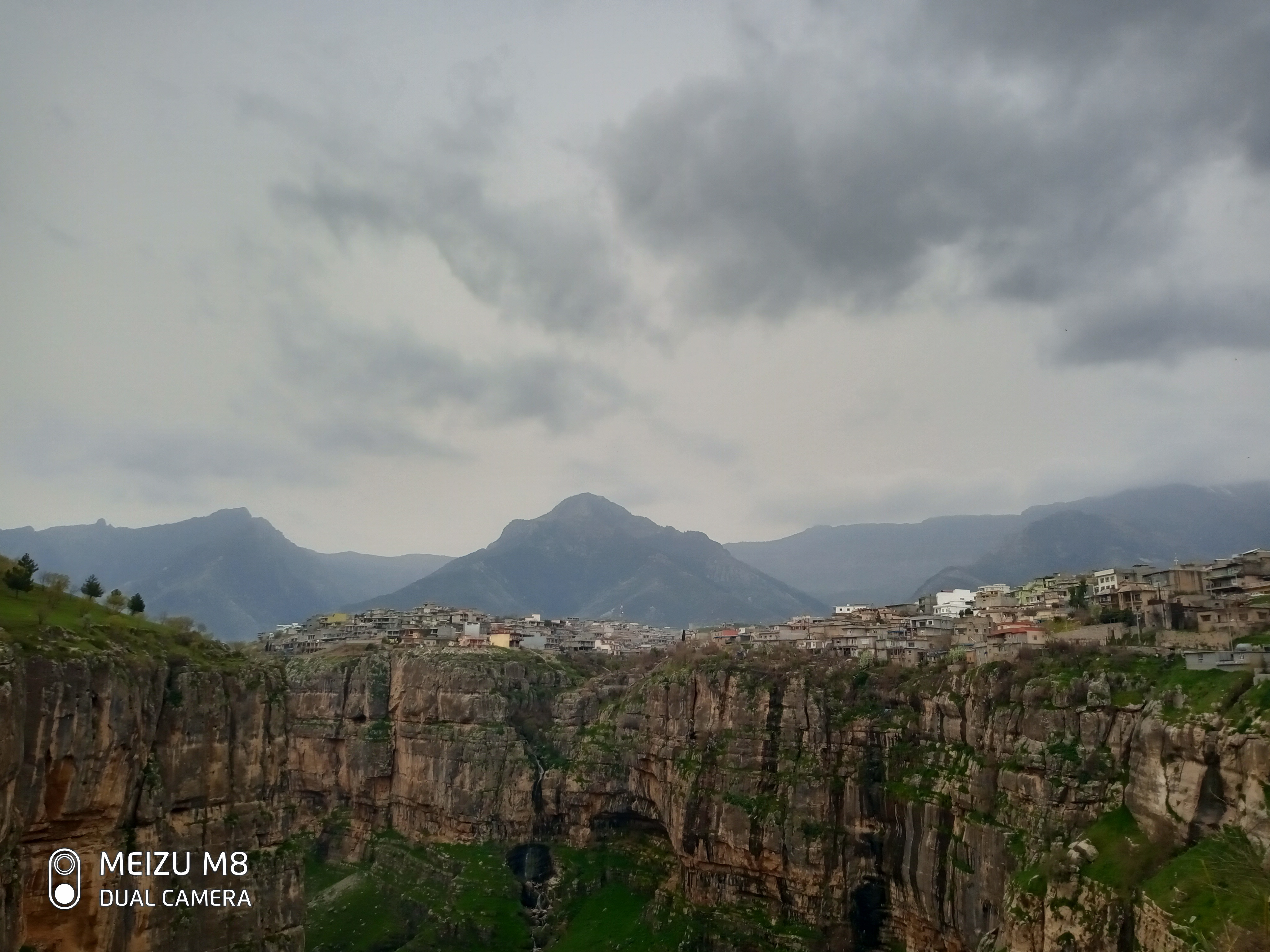
مدينة رواندز

أو معركة راوندوز أو حصار راوندوز 1963 هي حملة عسكرية عراقية قامت بها قوات عراقية من الفرقة الرابعة بقيادة العميد خليل الدباغ مدعومة بقوات الجحوش في كردستان العراق لفك حصار البيشمركة عن بلدة راوندوز تحديدا ضمن حرب كردستان العراق 1961 - 1970.

## أسباب الحملة
في منتصف عام 1963 وبينما كان جميع قوات الجيش العراقي منشغلة في الحملة العسكرية العراقية في الشمال، حاصرت قوات البيشمركة الكردية بقيادة الملا مصطفى البرزاني وعمر مصطفى لواء المشاة الخامس في الجيش العراقي بقيادة سعيد حمو لمدة طويلة في مدينة راوندوز الكردية في شمال العراق وفشلت محاولات هذه القوة للخروج من الحصار المحكم المضروب عليها من قبل قوات البيشمركة وكذلك فشلت جميع عمليات إغاثتها جوا، فأرسلت الحكومة العراقية قوات عراقية مدعومة بقوات الجحوش «جتا» بقيادة الزعيم خليل جاسم الدباغ لفك الحصار عن اللواء الخامس المحاصر هناك بعد أن كان قد أوشك على الاستسلام.

## نتيجة الحملة
استطاعت القوات العراقية مدعومة بالجحوش من فك الحصار عن راوندوز لفترة وجيزة مما سمح للواء الخامس بالانسحاب وإنقاذه من الاستسلام ورغم نجاح الحملة إلا أنها أدت إلى توقف الهجوم الرئيسي للقوات العراقية في كردستان لانشغاله بتحرير اللواء المحاصر بعد أن استغرق الأمر أكثر من ثمانية أسابيع لتامين طريق كركوك - السليمانية ثم راوندوز.